# 오스카 해머스타인 2세
오스카 그릴리 클렌데닝 헤머스타인 2세(영어: Oscar Greeley Clendenning Hammerstein II, 1895년 7월 12일 ~ 1960년 8월 23일)은 미국의 극작가다.
지배인을 아버지로 하여 태어난 그는 미국이 잊을 수 없는 극작가이며 작시가(作詩家)가 되었다. 즉 그는 미국의 독특한 뮤지컬이란 장르를 세운 사람이다. 초기에는 오페레타, 혹은 레뷔풍(風)의 작품에서 벗어나지 못하여 몸부림쳤으나 당시의 <로즈 마리>(1924)라든가 제롬 컨의 <서니>(1925), <쇼 보트>(1927) 등의 공동작자로 되어 있다. 그러나 음악의 공동작자로서 리처드 로저스와 손을 잡고, 비로소 미국의 민속 오페라를 발전시킨 연극적인 음악극 <오클라호마!>(1943)를 만들었다. 여기서 처음으로 뮤지컬이라는 것이 확립된 것이다. 이 작품에서 그가 바탕으로 삼은 희곡은 린 리그스의 <짙은 녹색의 라일락>인데, 원작의 잔잔한 양질(良質)의 향토극이 음악과 댄스를 얻어 다이내믹한 무대극이 되었다. 이 두 사람의 콤비는 꺾이지 않고 계속 명작을 엮어 놓았다. 그 외에 <회전목마>(1945), <남태평양>(1949), <왕과 나>(1951), <플라워 드럼 송>(1958), <사운드 오브 뮤직>(1959) 등이 있다.